# Sarpsborg IBK
Sarpsborg Sharks er en floorballklub fra Sarpsborg, som blev stiftet så tidlig som i 1991. "Sharks" er egentlig bare et kaldenavn, og klubben hedder formelt Sarpsborg Innebandyklubb. Af trofæer kan klubben skilte med et seriemesterskab(2005) og et norgesmesterskab (2005). Sarpsborg Sharks spiller sine hjemmekampene i Skjeberghallen, som ligger udenfor Sarpsborgs oprindelige kommunegrænse, men som efter kommunesammenlægningen i 1992 er en del af storkommunen.
Klubben har også en stærk juniorafdeling, som forsyner elitesatsningen med talenter. Klubben har kvalificeret sig flere gange til norgesmesterskabet for junior herrer, junior damer og drenge-16.
Sarpsborg IBK vandt i øvrigt norgesmesterskabet 07/08 og kvalificerede sig derved til EuroFloorball Cup-kvalifikation 2008 for herrer.